# 夏尔-阿梅代 (萨伏依-讷穆尔)
夏尔-阿梅代（法語：Charles-Amédée，法語發音：[ʃaʁl amede]；1624年4月12日—1652年7月30日），訥穆爾公爵，薩伏依家族的成員。

## 家庭
1643年，夏尔-阿梅代與伊莉莎白·德·波旁結婚，兩人共有兩個女兒：
1. 瑪麗-讓娜（1644年—1724年），薩伏依公爵夫人
2. 瑪麗-法蘭索瓦絲（1646年—1683年），葡萄牙王后